# Neuvy (Marne)
Neuvy település Franciaországban, Marne megyében. Lakosainak száma 272 fő (2022. január 1.). Neuvy Joiselle, Saint-Martin-du-Boschet, Champguyon, Courgivaux, Esternay és Réveillon községekkel határos.

## Népesség
A település népességének változása:
| Lakosok száma | 192  | 108  | 151  | 204  | 233  | 234  | 255  | 266  | 266  | 272  |
|               | 1968 | 1982 | 1990 | 2006 | 2013 | 2015 | 2017 | 2019 | 2020 | 2022 |